# Manohar Parrikar
Manohar Gopalkrishna Prabhu Parrikar, né le 13 décembre 1955 à Mapusa (Goa) et mort le 17 mars 2019 à Panaji (Goa), est un homme politique indien.
Dirigeant du parti Bharatiya Janata, ministre en chef de Goa du 14 mars 2017 jusqu'à sa mort en 2019. Auparavant, il a été ministre en chef de Goa de 2000 à 2005 et de 2012 à 2014 et de 2017 à 2019,,.

## Biographie
Manohar Parrikar est né à Mapusa (Goa). Il a étudié à Loyola High School, Margao. Il termina ses études secondaires à Marathi et obtint son diplôme d'ingénieur métallurgique de l'Institut indien de technologie de Bombay (IIT Bombay) en 1978. Il fut le premier ancien élève d'IIT à siéger comme député de l'État indien. L'Institut indien de technologie de Bombay lui a décerné le Distinguished Alumnus Award en 2001.
Parrikar a rejoint le Rashtriya Swayamsevak Sangh (RSS) à un jeune âge et est devenu un mukhya shikshak (instructeur en chef) au cours des dernières années de sa scolarité. Après avoir obtenu son diplôme à l'IIT, il a repris le travail RSS à Mapusa tout en maintenant une entreprise privée. Il est devenu sanghchalak (directeur local) à 26 ans.
RSS l'a détaché auprès du parti Bharatiya Janata (BJP) dans le but de combattre le parti Maharashtrawadi Gomantak. Il est parfois décrit comme ayant été un pracharak du RSS
En tant que membre du BJP, Parrikar a été élu à l'Assemblée législative de Goa en 1994. Il a été chef de l'opposition de juin à novembre 1999. Il a contesté avec succès l'élection pour devenir le ministre en chef de Goa pour la première fois le 24 octobre 2000. , mais son mandat n'a duré que jusqu'au 27 février 2002. En 2001, le gouvernement Parrikar avait confié à Vidya Bharati, la branche éducative du groupe nationaliste hindou Sangh Parivar, cinquante-et-une écoles primaires publiques situées dans des zones rurales, suscitant les critiques de certains éducateurs.
Le 5 juin 2002, il a été réélu et a rempli un nouveau mandat de ministre en chef. Le 29 janvier 2005, son gouvernement a été réduit à une minorité à l'Assemblée après la démission de quatre députés du BJP. Pratapsing Rane du Congrès national indien remplacerait par la suite Parrikar en tant que ministre en chef.

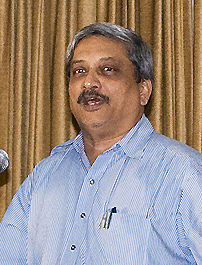
Manohar Parrikar en 2012.

En 2007, le BJP dirigé par Parrikar avait été battu aux élections législatives dans l'état de Goa par le Congrès dirigé par Digambar Kamat. Le BJP et ses alliés du parti ont remporté vingt-quatre sièges contre les neuf du Congrès aux élections à l'Assemblée de Goa tenues en mars 2012. En 2014, Parrikar a été critiqué pour avoir approuvé un marché coûtant au moins 89 lakhs (8,9 millions de roupies) à six Les députés du parti au pouvoir, y compris trois ministres, participeront à la Coupe du monde de la FIFA au Brésil. Le Congrès national indien a qualifié le voyage de "dépense inutile" et a critiqué le manque d’autres responsables gouvernementaux ou d’experts du football dans la délégation.
Lors des élections générales de 2014, le BJP a remporté les deux sièges du Lok Sabha à Goa [18]. Parrikar, de son propre aveu, hésitait à quitter Goa et à déménager à Delhi en novembre 2014, mais le Premier ministre Narendra Modi l'a persuadé de rejoindre le gouvernement central. 
Laxmikant Parsekar a succédé à Parrikar en tant que CM de Goa. Parrikar avait représenté la circonscription de Panaji à l'Assemblée législative de Goa lorsqu'il était un acteur politique de l'État.
En novembre 2014, Parrikar a été choisi comme ministre de la Défense, en remplacement d'Arun Jaitley, qui occupait jusqu'alors la charge supplémentaire du ministère. Son entrée au Parlement a été facilitée par son choix comme candidat du parti au siège élu de Rajya Sabha, originaire d'Uttar Pradesh. 
En 2016, à la suite du débat sur l'intolérance religieuse en Inde et de l'acteur Aamir Khan affirmant que son épouse Kiran Rao avait demandé à quitter l'Inde, Parrikar a fait une remarque controversée selon laquelle "si quelqu'un parle de la sorte, il faut lui apprendre leçon de sa vie ". Il a ensuite précisé qu'il n'avait ciblé aucun individu en particulier. En août 2016, Parrikar a déclaré que se rendre au Pakistan revenait à "aller en enfer". En novembre 2016, Parrikar, alors qu'il occupait le poste de ministre de la Défense de l'Inde, a posé la question de savoir pourquoi l'Inde devrait se soumettre à la politique de non-utilisation en premier. 
Retour en tant que Goa CM
Le 14 mars 2017, Parrikar a été assermenté en tant que ministre en chef de Goa. Le parti Goa Forward dirigé par Vijai Sardesai, l'un des partis qui s'est allié au BJP à Goa après l'annonce des résultats des élections, avait déclaré qu'il apporterait son soutien au BJP uniquement si le ministre de la Défense, Manohar Parrikar, était réintégré dans l'État.
En mars et juin 2018, Parrikar suivait un traitement pour une affection du pancréas dans un hôpital aux États-Unis. Il est retourné en Inde et en septembre, il a été admis à l'AIIMS, à Delhi, pour y être soigné. Le 27 octobre 2018, le gouvernement de Goa a annoncé que CM Manohar Parrikar avait un cancer du pancréas. 
Il est décédé le 17 mars 2019 à l'âge de 63 ans d'un cancer du pancréas à son domicile à Panaji. Sa mort a été annoncée par le président de l'Inde, Ram Nath Kovind. 
Le soir du 18 mars 2019, Parrikar a été incinéré avec tous les honneurs à Miramar, à Panaji.

## Prix
- 2001: Distinguished Alumnus Award IIT-MUMBAI.
- 2012: CNN-IBN Indien de l'année dans la catégorie politique.
- 2018: Doctorat honoris causa par la National Institute of Technology Goa